# Aphanopus beckeri
Aphanopus beckeri är en fiskart som beskrevs av Parin, 1994. Aphanopus beckeri ingår i släktet Aphanopus och familjen Trichiuridae. Inga underarter finns listade i Catalogue of Life.